# Wadi ad-Dawasir
Wadi ad-Dawasir (arab. وادي الدواسر) – miasto w południowej Arabii Saudyjskiej, w prowincji Rijad. Według spisu ludności na rok 2010 liczyło 93 036 mieszkańców.